# Blue,under the imagination
『Blue,under the imagination』は、cinema staffの3枚目のミニアルバム。2010年7月7日、under_barより発売。

## 解説
- タイトルの意味は「想像の下の青」
- DISC2は2010年3月22日に渋谷O-nest行われた初ワンマンライブの音源。

## 収録曲
DISC1
1. 想像力
  - 作詞/三島想平　作曲/cinema staff
2. 君になりたい
  - 作詞/三島想平　作曲/cinema staff
  - 今作のリード曲。PVが製作されている。
  - 間奏とアウトロに女性コーラスが入っている。
3. Truth under the imagination
  - 作詞/三島想平　作曲/cinema staff
  - 通称「トゥルル」
4. 制裁は僕に下る
  - 作詞/三島想平　作曲/cinema staff
  - アコースティックギターは三島が弾いている。
5. ニトロ
  - 作詞/三島想平　作曲/cinema staff
  - 三島が高校時代に作った曲。
6. バイタルサイン
  - 作詞/三島想平　作曲/cinema staff
  - 三島曰く「人生で作った曲中ベスト3に入るぐらい好き」
  - 三島の思いつきで鍵盤や鉄琴を入れようとしたが、結局ボツになった。

DISC2（LIVE CD 2010/3/22 @Shibuya O-nest）
1. AMK HOLLIC
2. 第12感
3. Boys Will Be Scrap
4. ローリング
5. 妄想回路
6. サイクル
7. チェンジアップ
8. 優しくしないで
9. KARAKURI in the skywalkers